# Potez 75
Le Potez 75 est un avion militaire de la guerre froide conçu par la société des avions Henry Potez en 1951.